# Base dell'esercito generale Belgrano III
La base dell'esercito generale Belgrano III (in spagnolo base de ejército general Belgrano III) è una base antartica argentina situata nell'isola Berkner. Intitolata al generale Manuel Belgrano venne inaugurata il 30 gennaio 1980 ed è rimasta operativa sino alla campagna estiva del 1983-1984.
Localizzata ad una latitudine di 77° 54' 02″ sud e ad una longitudine di 45°47'01″ la base sorgeva nei pressi delle installazioni Belgrano I e Belgrano II.